# François Poli
Pour les articles homonymes, voir Poli.
François Poli, né le 23 février 1925 à Poggio-d'Oletta  dans le département de la Corse (actuelle Haute-Corse), et mort le 15 novembre 1990 à Paris, est un journaliste, un éditeur  et un écrivain français, auteur de romans d'espionnage.

## Biographie
Il est reporter à Ce soir, puis à Samedi Soir, avant de collaborer à Constellation. Il effectue ensuite des reportages pour Afrique Action, puis pour Jeune Afrique. Pour les Éditions ABC, il dirige deux collections Grandes Figures africaines et Scorpion l'Africain.
Il est le mari de Françoise Prévost et maire de son village natal.
Dans la collection Série noire, il publie trois romans, dont deux sont consacrés aux aventures de l'agent secret Louis Sacco. Pour Claude Mesplède, Le Grand Sacco, publié en 1961, est « basé sur une bonne intrigue avec de nombreux rebondissements, (...) agréable à lire, avec un suspense habilement mené, même s'il est tout à fait improbable de trouver à Cuba un détective privé ! » .

## Œuvre

### Romans

#### Série Louis Sacco
- Le Grand Sacco, Série noire no 629 (1961)
- Sacco à la une, Série noire no 789 (1962)

#### Autres romans
- Les requins se pêchent la nuit..., collection Coup d'œil sur l'univers, Presses de la Cité (1957), réédition Pocket no 349-350 (1965)
- Gentlemen bagnards, collection Coup d'œil sur l'univers, Presses de la Cité (1959)
- Des perles aux requins, Série noire no 886 (1964)

### Autres ouvrages
- Tutta a cucina corsa, Éditions du Rocher (1983)

## Sources
- Claude Mesplède, Les Années "Série noire" : bibliographie critique d'une collection policière, vol. 2 : 1959-1966, Amiens, Editions Encrage, coll. « Travaux » (no 17), 1993 (ISBN 978-2-906-38943-4), p. 79-172-225.
- Claude Mesplède et Jean-Jacques Schleret, SN, voyage au bout de la Noire : inventaire de 732 auteurs et de leurs œuvres publiés en séries Noire et Blème : suivi d'une filmographie complète, Paris, Futuropolis, 1982 (OCLC 11972030), p. 297
- Claude Mesplède et Jean-Jacques Schleret, SN Voyage au bout de la Noire (additif mise à jour 1982-1985), Futuropolis p. 121, 1985